# 小行星4029
小行星4029（4029 Bridges）是一颗绕太阳运转的小行星，为主小行星带小行星。该小行星于1982年5月24日发现。

## 轨道参数
小行星4029的轨道半长轴为2.5243007 UA，离心率为0.133。